# Sandymount

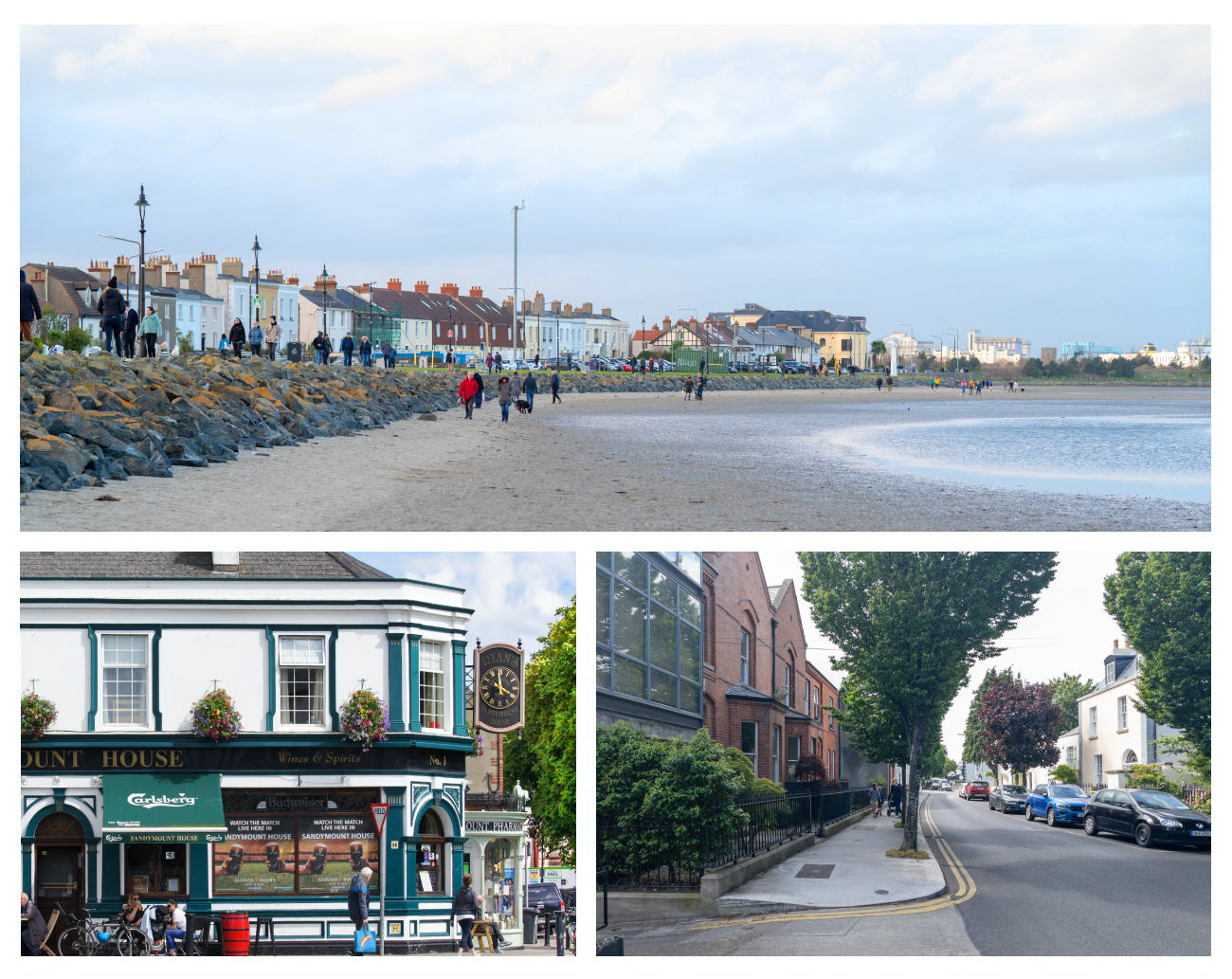
Sandymount

Sandymount (irisch Dumhach Thrá, „sandiger Grund“) ist ein Stadtviertel im Südosten von Dublin. Das Stadtviertel befindet sich südöstlich des Stadtzentrums an der South Dublin Bay und der Special Conservation Area.

## Lage
Sandymount liegt etwa vier Kilometer südöstlich vom Stadtzentrum Dublins an der Küste zur Dublin Bay. Im Nordwesten von Sandymount fließt der River Dodder. Umgeben wird Sandymount von den Stadtteilen Ballsbridge, Merrion und Irishtown. Entlang der Küste führt die Strand Road (R131). Der Bahnhof von Sandymount wird sowohl vom DART als auch von Zügen auf der Bahnstrecke Dublin–Rosslare bedient.

## Geschichte
Der erste Pub wurde um 1725 in Sandymount errichtet. Auf dem heutigen Areal des Sandymount Green befand sich früher die Ortschaft Brickfield Town. 
1883 wurden in Sandymount Badeanlagen im Meer durch die Merrion Promenade Pier and Baths Co. errichtet. Ein etwa 75 Meter langer Pier reichte in die Irische See hinein.

## Sehenswürdigkeiten

### Martello-Turm
Der Martello-Turm ist noch erhalten. Er wurde zur Abwehr der Invasionsgefahr Napoleons auf den Britischen Inseln errichtet. Bis in die 1960er Jahre befand sich darin ein überregional bekanntes Café. Der Versuch, den Turm in ein Restaurant umzuwandeln, scheiterte. Der Turm verfällt. 

### Sandymount Strand
An der Küste entlang erstreckt sich der Strand von Sandymount. Literarisch nimmt Joyce’ Werk Ulysses auf den Strand Bezug.

## Persönlichkeiten

### Hier geboren
- William Butler Yeats (1865–1939), Dichter
- Annie P. Smithson (1873–1948), Autorin
- Valentin Iremonger (1918–1991), Dichter und Diplomat
- John S. Beckett (1927–2007), Musiker, Komponist und Dirigent
- Hilary Weston (* 1942), Unternehmerin
- Ruairi Quinn (* 1946), Politiker und Minister (Labour Party)
- Aengus Ó Snodaigh (* 1964), Politiker der Sinn Féin, TD

### Hier gelebt
- Christopher Casson (1912–1996), Schauspieler
- Donagh MacDonagh (1912–1968), Schriftsteller und Richter
- Ron Delany (* 1935), Olympiasieger über 1500 Meter
- Brendan Kennelly (* 1936), Schriftsteller
- Seamus Heaney (1939–2013), Dichter, Nobelpreisträger
- Charles Lysaght (* 1941), Jurist, Schriftsteller und Journalist
- Enda Kenny (* 1951), Taoiseach
- Mary Harney (* 1953), Politikerin (Progressive Democrats) und Ministerin
- Elizabeth Dunne (* 1956), Richterin am Supreme Court von Irland
- Kevin Humphreys (* 1958), Politiker (Labour Party) und TD, (Teachta Dála)
- Pat Cox (* 1952), Politiker, früheres Mitglied des Europäischen Parlaments
- Lucinda Creighton (* 1980), Politikerin (Fine Gael/Renua) und frühere Teachta Dála
- Brinsley MacNamara (1890–1963), Schriftsteller
- T. P. McKenna (1929–2011), Schauspieler
- Dermot Morgan (1952–1998), Schauspieler
- Sinéad O’Connor (1966–2023), Musikerin und Schauspielerin
- Geoffrey Molyneux Palmer (1882–1957), Komponist
- Noel Purcell (1900–1985), Schauspieler
- Eoin Ryan senior (1920–2001), Politiker und Mitglied des Seanad Éireann
- Ivan Yates (* 1959), Politiker (Fine Gael) und Minister